# Comté d'Onondaga
Pour les articles homonymes, voir Onondaga.
Le comté d'Onondaga (en anglais : Onondaga County) est l'un des 62 comtés de l'État de New York, aux États-Unis. Le siège du comté est Syracuse.

## Toponymie
Le comté porte le nom de la tribu amérindienne des Onondagas qui vit dans cette région. Il recouvre la région du lac de même nom.

## Comtés adjacents
- Comté d'Oswego, au nord
- Comté de Madison, à l'est
- Comté de Cortland, au sud
- Comté de Cayuga, à l'ouest

## Population
| Groupe                           | Comté d'Onondaga | New York | États-Unis |
| -------------------------------- | ---------------- | -------- | ---------- |
| Blancs                           | 74,1             | 66,8     | 72,4       |
| Afro-Américains                  | 12               | 15,9     | 12,6       |
| Asiatiques                       | 5,6              | 7,3      | 4,8        |
| Amérindiens                      | 0,7              | 0,7      | 0,9        |
| Hispaniques et Latino-Américains | 8,7              | 17,6     | 16,7       |
| Total                            | 100              | 100      | 100        |